# Loppi
Loppi est une municipalité du Sud de la Finlande, dans la région du Kanta-Häme.

## Géographie
La commune est traversée par la moraine de Salpausselkä. Le relief y est nettement accidenté. La partie orientale de la commune est la plus hospitalière. C'est là qu'on trouve les trois principaux villages, Loppi-centre (2 400 habitants), Launonen et Löyliäinen (chacun environ 1 200 habitants). Ces villages sont entourés de champs peu fertiles, principalement dévolus à la culture de la pomme de terre pour laquelle Loppi est réputée dans tout le pays.
La partie occidentale de la municipalité est largement impropre à l'agriculture, forestière et sauvage, avec de nombreux étangs.
Helsinki se situe à 75 km du village centre. Loppi ne fait donc pas à proprement parler partie de l'agglomération mais subit son influence, comptant de nombreux équipements touristiques utilisés le week-end par les habitants de la capitale, comme un terrain de golf, 3 200 maisons de vacances, mais aussi un aérodrome (Räyskälä) doté de la plus importante école de pilotage amateur du pays.
Les municipalités voisines sont Tammela à l'ouest, Hämeenlinna au nord, Janakkala au nord-est, Riihimäki à l'est, et côté Uusimaa Hyvinkää au sud-est, Vihti au sud et Karkkila au sud-ouest.

## Transports
La route principale 54 entre Forssa et Riihimäki passe par Loppi.
La route régionale 132 mène de Vantaa à Loppi et la route régionale 134 relie Karkkila et Loppi.
Loppi est sur la route des bœufs du Häme.

### Distances
- Forssa 50 km
- Helsinki 75 km
- Hyvinkää 33 km
- Hämeenlinna 42 km
- Karkkila 29 km
- Lahti 80 km
- Riihimäki 20 km

## Démographie
Depuis 1980, l'évolution démographique de Loppi est la suivante, :
| Année      | 1980  | 1985  | 1990  | 1995  | 2000  | 2005  |
| ---------- | ----- | ----- | ----- | ----- | ----- | ----- |
| population | 6 691 | 6 836 | 7 405 | 7 506 | 7 578 | 7 964 |

| Année      | 2010  | 2015  | 2020  |
| ---------- | ----- | ----- | ----- |
| population | 8 273 | 8 175 | 7 833 |

## Économie

### Principales entreprises
En 2021, les principales entreprises de Loppi par chiffre d'affaires sont :
| Société                        | C.A.  |
| ------------------------------ | ----- |
| Myllykulta Oy                  | 30 M€ |
| NB-Seinä Oy                    | 22 M€ |
| K-Rauta Läyliäinen             | 16 M€ |
| Järki-Saneeraus Oy             | 14 M€ |
| Adak Yhtiöt Oy                 | 8 M€  |
| Lakeuden Maanrakennus Oy       | 7 M€  |
| Kuljetusliike E. Nousiainen Oy | 4 M€  |
| Ajoxi Oy                       | 3 M€  |
| MK Raudoitus Oy                | 3 M€  |
| Lopen Auto Ja Rengas Lar Oy    | 2 M€  |

### Employeurs
En 2021, ses plus importants employeurs sont:
| Employeur                          | Employés |
| ---------------------------------- | -------- |
| Järki-Saneeraus Oy                 | 73       |
| Adak Yhtiöt Oy                     | 48       |
| K-Rauta Läyliäinen                 | 34       |
| Kuljetusliike E. Nousiainen Oy     | 23       |
| Tivoli Seiterä Oy                  | 20       |
| Lopen Rakennuspuu Oy               | 16       |
| Lakeuden Maanrakennus Oy           | 14       |
| Kotipolku / Lastenkoti Villa Pihka | 14       |
| Kuljetusliike Tenho Vuorinen Oy    | 13       |
| Lin-Car Henkilöstöpalvelut Oy      | 12       |

## Administration

### Conseil municipal
Les 27 conseillers municipaux sont répartis comme suit:
| Parti     | Parti                              | Sièges 2021–2025 |
| --------- | ---------------------------------- | ---------------- |
|           | Parti social-démocrate de Finlande | 3                |
|           | Parti de la Coalition nationale    | 8                |
|           | Alliance de gauche                 | 1                |
|           | Vrais Finlandais                   | 3                |
|           | Ligue verte                        | 1                |
|           | Chrétiens-démocrates               | 0                |
|           | Parti du centre                    | 7                |
|           | Lopen Sitoutumattomat -yhteislista | 3                |
|           | Lopen Puolenpitäjät -yhteislista   | 1                |
| Sources : |                                    |                  |

## Lieux et monuments
- Église de Loppi (fi) [8]
- Ancienne église de Loppi (fi)
- L'ancien pavillon de chasse de C. G. E. Mannerheim[9]
- Aérodrome de Räyskälä (fi)